# La Esperanza, Tlacuilotepec
La Esperanza är en ort i Mexiko.   Den ligger i kommunen Tlacuilotepec och delstaten Puebla, i den sydöstra delen av landet, 160 km nordost om huvudstaden Mexico City. La Esperanza ligger 736 meter över havet och antalet invånare är 138.
Terrängen runt La Esperanza är huvudsakligen kuperad, men söderut är den bergig. Terrängen runt La Esperanza sluttar österut. Runt La Esperanza är det tätbefolkat, med 297 invånare per kvadratkilometer. Närmaste större samhälle är Xicotepec de Juárez, 12,7 km söder om La Esperanza. I omgivningarna runt La Esperanza växer huvudsakligen savannskog.